# سکس و داروها و راک اند رول (فیلم)
سکس و داروها و راک اند رول (انگلیسی: Sex & Drugs & Rock & Roll) فیلمی در ژانر زندگینامه‌ای، موزیکال و کمدی-درام است که در سال ۲۰۱۰ منتشر شد.

## بازیگران
- اندی سرکیس در نقش Ian Dury
- نائومی هریس در نقش Denise
- ری وینستون در نقش Bill Dury
- اولیویا ویلیامز در نقش Betty Dury
- نول کلارک در نقش Desmond
- توبی جونز در نقش Hargreaves
- رالف اینسون در نقش The Sulphate Strangler
- مکنایز کروک در نقش Russell Hardy
- بیل میلنر در نقش Baxter Dury
- مایکل مالونی در نقش Graham
- آرتور دارویل در نقش Mick Gallagher
- لوک ایوانز در نقش Clive Richards
- میک جگر در نقش John Turnbull
- تام هیوز در نقش چاز جنکل
- کلیفورد ساموئل در نقش Charley Charles
- جینفر کارزول در نقش Ruby
- استفانی کارزول در نقش Mia
- جوزف کندی در نقش Davey Payne
- کاترین بالاویج در نقش Crazy drug girl (uncredited)